# Sano
Sano (佐野市 -shi) é uma cidade japonesa localizada na província de Tochigi.
Em 2003 a cidade tinha uma população estimada em 83 367 habitantes e uma densidade populacional de 988,11 h/km². Tem uma área total de 84,37 km².
Recebeu o estatuto de cidade a 1 de Abril de 1943.

## Cidades-irmãs
- Hikone, Japão
- Ashiya, Japão
- Lancaster, Estados Unidos
- Quzhou, China